# Семискульское побоище
Семиску́льское побо́ище, также побо́ище Шу́льгина — сражение, произошедшее 27 июля (6 августа) 1693 года между русским отрядом под предводительством тобольского дворянина Василия Павловича Шульгина и отступавшим казахским отрядом, до этого разорившим окрестности Ялуторовской слободы. Окончилось полным разгромом русского отряда у озера Семискуль.

## Предыстория
При заселении края русским населением регион стал ареной противостояния кочевников и оседлого населения. В 1690-е годы отряды казахов и каракалпаков впервые совершили ряд набегов на русские слободы. Главный удар кочевников был нанесен по слободам на реке Тобол. 2 (12) августа 1690 года кочевники совершили набег на Тарханский острог и село Воскресенское. 4 августа из Тобольска и Тюмени за ними в погоню вышел крупный отряд в 700 чел. под началом Андрея Владимировича Клепикова из детей боярских, конных казаков, служилых и захребетных татар. Русские совершили глубокий рейд в степь, идя по следам кочевников 38 дней, но найти их не смогли. В июле 1691 году отряд «Казачьей орды» разграбил Утятскую и Камышевскую слободы, где при обороне погиб Тобольский приказчик Спиридон Рачковский с женой, детьми, многими беломестными казаками и крестьянами и их семьями. В июне 1692 года отряд казахов разорил Утятскую слободу. Отряд из 100 беломестных казаков вышел в погоню и настиг казахов недалеко от Царёва Городища, но из-за малочисленности не смог разгромить кочевников и сам понёс большие потери (сотника и 40 человек).
В 1692 году тобольский воевода Степан Иванович Салтыков провел реорганизацию расположения русских военных сил. Основная часть воинов, «тобольские дети боярские и служилые люди и татары», были переведены в Суерскую слободу, «тюменские дети боярские и служилые люди, татары» в слободу Царёво Городище, слободские служилые люди стояли в слободах «каждый в своей сотне». 
В июле 1693 года казахи и калмыки напали на русские поселения на реке Иртыше в районе города Тары.
15 (25) июля 1693 года люди Казачьей орды (казахи), каракалпаки и татары на сенных покосах и на лугах Ялуторовской слободы убили 42 человека и 69 захватили в плен. Тобольский дворянин (повёрстан из детей боярских) Василий Павлович Шульгин возглавил отряд преследования. Силы отряда: 3 тобольских дворянина (Василий Шульгин с братьями Яковом и Иваном), 50 тобольских детей боярских, 60 конных казаков из литовского и новокрещенского списка, 45 служилых татар (всего 158 ратных людей). 25 июля (4 августа)  1693 года отряд вышел из Суерской слободы (ныне село Суерка Упоровского района Тюменской области). К нему присоединились 172 беломестных казака и «охочих крестьян» из Ялуторовской и Суерской слобод. Кроме того, к отряду присоединилось много охотников из других слобод. Шульгин не стал ждать отряд тюменских служилых людей Ивана Максимовича Молчанова из слободы Царёво Городище (ныне город Курган Курганской области). В отряде Молчанова было 120 ратных людей: 30 детей боярских, 40 литвы и конных казаков, 50 служилых татар.

## Сражение
27 июля (6 августа) 1693 года отряд Шульгина настиг войско Казахского ханства у озера Семискуль. Бой был на юго-западном берегу озера Семискуль, ныне на этом месте участок бывшей совхозной машинно-тракторной мастерской и современной пожарной части села Одино Мокроусовского муниципального округа Курганской области.
В Есиповской летописи событие описывалось следующим образом: "Василий Шульгин с двумя братьями, Яковом и Иваном, и со всеми воинами в том бою у Семискуля озера убиты были". В Сибирском летописце сказано, что отряд В. П. Шульгина, не дождавшись подхода отряда Молчанова, принял бой в невыгодных для себя условиях. Промедление стоило бы слишком дорогой цены, ведь, хоть и отягощенный пленниками и угнанным скотом, отряд кочевников двигался гораздо быстрее чем тобольские ратные люди. Недалеко от места сосредоточения кочевников у озера у русских подломилась на степи телега «с государевою казною с порохом» и им пришлось занять оборону прямо в открытой степи. Кроме того, пошёл сильный дождь и «ружья замочило». По данным Сибирского летописца, казахов было «тысячи с три», а русских — «только ста с полчетверта». Русские потеряли 357 человек убитыми; взято в плен 8 детей боярских и 6 конных казаков, позднее бежавших.
Отряд тюменских служилых людей И. Молчанова из Царёва Городища не успел прийти на помощь, бежавшие русские пленные сообщили И. Молчанову, что отряд В. Шульгина полностью уничтожен. После этого отряд И. Молчанова отошёл в Ялуторовскую слободу до осени. На месте сражения остались лежать никем не захороненные трупы воинов из отряда Шульгина. Выжило только 14 человек, взятых в плен и после бежавших.

## Последствия
После разгрома в битве у озера Семискуль в слободах по Исети и Тоболу, и даже в столице Сибири Тобольске, по выражению современника «бысть опас велик», везде усилены караулы в острогах и сторожевые станицы в дальних дозорах. Сама же битва примерно на 50 лет приостановила продвижение русских в Южном Зауралье. 
В 1694 году кочевники ограничились набегами на расположенную на пограничной реке Миассе Чумляцкую слободу. Набеги были и в последующие годы.
Только по дошедшим до нас данным в период набегов 1690-х годов кочевники захватили в плен свыше 432 человек, отогнав сотни лошадей, голов рогатого скота, убив в Южном Зауралье сотни служилых людей и мирного населения. По данным русских послов: только в городах Средней Азии к 1694 году в рабстве находилось более тысячи русских пленных, взятых кочевниками. Для казахов этот период был характерен не очень высоким статусом их хана Тауке, вынужденного постоянно учитывать мнения разных групп знати. Это состояние отразил в своём сообщении Василий Кобяков «и Казаки живут повольностию своею, а Тевки хана слушают по малу».
Русское население, жившее восточнее реки Тобола и южнее реки Емуртлы, переселилось за эти реки, поближе к укреплённым слободам. Например, Верхесуерская слобода была заново построена между 1717 и 1730 годом.
Только в 1752 году с постройкой новой оборонительной линии окончательно удалось вытеснить казахов за пределы Семискульского редута.

## Память
На некоторых картах Семёна Ульяновича Ремезова место, где произошло это событие, обозначено как «побоище Шульгина», «убитые с Шульгиным», «убит Шульгин».
Современное название местности на берегу озера Семискуль — «Урочище Убиенное». Сейчас это место называется «Убиенная пашня». Название это официально было закреплено в 1907 году при межевании земли в выселке Одино. Одинские крестьяне, вплоть до 1930-х гг., при распашке земли постоянно находили человеческие черепа и кости.